# Уравнение на Вант Хоф
Уравнението на Вант Хоф в термодинамиката и физикохимията дава зависимостта на константата на равновесие {\displaystyle K={\frac {[C]^{p}[D]^{q}}{[A]^{m}[B]^{n}}}} от температурата при зададена стандартна енталпия {\displaystyle =\Delta H\;}
Уравнението носи името на холандския учен Якоб Вант Хоф, дефинирано през 1886 г.

## Уравнение приизобарен процес
{\displaystyle {\frac {d(\ln K_{p}^{\circ })}{dT}}={\frac {\triangle _{r}H^{\circ }}{RT^{2}}}~}
- {\displaystyle K_{p}^{\circ }~} е константата на равновесие.
- {\displaystyle T~} е температурата в K
- {\displaystyle \triangle _{r}H^{\circ }~} стандартна енталпия

̀̀{{{{subst:}}}}

## Уравнение приизохорен процес
{\displaystyle {\frac {d(\ln K_{c})}{dT}}={\frac {\triangle U}{RT^{2}}}~}
- {\displaystyle K_{c}~} е константата на равновесие в този случай
- {\displaystyle T~} е температурата в K
- {\displaystyle U~} е вътрешната енергия